# 屯洪渡口
24°00′07″N 97°53′05″E / 24.00198°N 97.88463°E
屯洪渡口，是中华人民共和国云南省德宏州瑞丽市市区东南屯洪的一个中缅边境渡口，通跨瑞丽江。

## 特点
屯洪渡口位于瑞丽市区东南的瑞丽江上，最初为竹筏摆渡。1980年为中缅边界国门。1997年改为机动船轮渡。中国云南瑞丽屯洪至缅甸贺双的水上通道。随着姐告口岸和畹町口岸的兴起，屯洪渡口逐渐丧失功能。2020年2月28日，瑞丽市人民政府颁布公告，对渡口渡船进行整改，依法收缴屯洪渡口的非法渡船。